# Centurija
 Ovo je glavno značenje pojma Centurija. Za starorimsko zemljište pogledajte Centurija (parcela).
Centurija (lat. centuria od centum – sto) je osnovna postrojba rimske vojske, broji 70 do 100 vojnika. Javlja se u starom Rimu vjerojatno već tijekom borbe protiv etruščanske prevlasti, kada su i plebejci, krajem 6. stoljeća pr. Kr., bili podvrgnuti vojnoj obvezi.
Rimski kralj Servije Tulije je podijelio rimsku teritoriju na 20 tribusa (plebs podijeljen na rodove) od po četiri centurije, od kojih su tri bile teško a četvrta lako naoružana.
Tijekom rimske republike, centurije – vojno organiziran narod – je birao konzule i na taj način postaju i izborna tijela. Ove dvije funkcije centurija – vojne postrojbe i izborna tijela - se vremenom razilaze. Širenjem teritorije broj tribusa se povećava na 35 a time i broj izbornih centurija koje postaju isključivo administrativne postrojbe, dok se vojna postrojbe preimenuju u legije, kao područne vojne postrojbe, falange – taktičke postrojbe i manipule. 443. pr. Kr. se osniva i prva centurijska skupština.
Na čelu centurije se nalazio centurion (lat. centurio) i po svom socijalnom položaju odgovarao je činu dočasnika, a po funkciji koju je izvršavao zapovjedniku satnije. Tijekom rimske republike probijao se od običnog vojnika (ex caliga), nižih socijalnih slojeva. Imao je dvostruko veću plaću od običnog vojnika a tijekom carstva petostruko. Centurion je bio nositelj rimskog vojnog uređenja. Centurioni nisu bili izbirani samo po hrabrosti, već i po čvrstini i sposobnosti vođenja ljudi. U borbi, obično je zauzimao mjesto na desnoj strani svoje centurije. U doba carstva, bilo je i centuriona iz viteških redova (ex eqiute Romano) koji su bili izbirani iz redova pretorijanaca a podrijetlom Italici. Funkcija centuriona se gubi početkom 6. stoljeća.